# Aulum Station
Aulum Station er en dansk jernbanestation i stationsbyen Aulum i Vestjylland.